# 2008 год в Канаде
2008 год в истории Канады.

## События с датами

### Сентябрь
- 7 сентября был распущен 39-го созыв Палаты общин Канады.

### Октябрь
- 14 октября прошли федеральные выборы для избрания депутатов 40-го созыва Палаты общин Канады.